# 5
Aquesta pàgina és per a l'any. Per al nombre, vegeu cinc.

## Esdeveniments
- L'emperador Ru Zi Ying ascens al tron de la Xina.
- Tiberi conqueriex la Germania inferior, derrotant les tribus longobards que habitaven la conca inferior del Rin[1]
- Polyainus Marathonius probablement és arcont d'Atenes.(?)[2]